# Faust Morell i Bellet
Faust Morell i Bellet (Palma, 1851-1928) fue uno de los pintores más destacados dentro de la corriente ecléctica de la pintura mallorquina del siglo XIX junto a Ricard Anckerman. 

## Biografía
Faust Morell i Bellet fue hijo de Faust Morell Orlandis, marqués de Solleric y pintor, lo que le permitió llevar una vida acomodada y a poder dedicarse en exclusiva a la pintura. Empezó sus estudios en el Institut Balear de Palma y se formó como artista de la mano de su padre, completando su formación en los talleres de Joan O’Neille y Joan Bauzà.
El 10 de diciembre de 1888 consiguió el puesto de académico en la Academia Provincial de Bellas Artes de Palma, de la que fue profesor, y, por consiguiente, el mismo puesto en la Academia de Bellas Artes de San Fernando de Madrid. También consiguió un puesto de miembro en la Comisión Provincial de Monumentos Históricos y Artísticos, aunque dejó el cargo después del derribo de la Puerta de Santa Catalina. 
Gracias a su alta posición social, mantuvo amistad con algunos de los pintores más destacados del momento como Joaquín Sorolla e Ignacio Zuloaga, que durante sus estancias en Mallorca se alojaron en el domicilio particular de Morell, el Casal Solleric, situado en pleno centro de Palma. También se relacionó con Anglada Camarassa, Santiago Rusiñol, Pau Casals o la Emperatriz Sissi de Austria, entre otros. 
A lo largo de su vida participó en diversas exposiciones organizadas por el Fomento de la Pintura y la Escultura, una sociedad fundada en 1876 por diversos artistas mallorquines con la función de publicar registros de las actividades de estos junto con listas de exposiciones realizadas y obras vendidas. Entre las exposiciones organizadas por el Fomento destaca la realizada en 1899 con motivo del 300 aniversario del nacimiento de Velázquez, donde Morell participó con unas reproducciones fotográficas de obras del pintor sevillano realizadas por el mismo, dado que era un gran aficionado a la fotografía. Por otra parte, solo se le conoce una exposición individual, realizada en 1912 en el Círculo Mallorquín, donde presentó una serie de 27 obras de temática histórica y retratos. 

## Obra
El eclecticismo, tendencia que él lideró en Mallorca, presenta pocas novedades. Se puede definir como un intento de emular los maestros del pasado, debido a su fuerte carácter academicista, con un uso del color y la luz en paralelo a las tendencias dominantes en la pintura española de finales del XIX.
Debido al carácter ecléctico de su obra, esta presenta una combinación muy variada tanto de temas como de técnicas. Así pues, trabajó el óleo, la acuarela y el carboncillo para realizar obras de carácter histórico, retratos, religiosos y, en menor medida, paisajes y escenas costumbristas.

#### Pintura de historia
En la pintura de historia, Morell se decantó por la temática medievalista, realizando principalmente obras con temas dedicados a la Conquista de Mallorca, además de algunas escenas relacionados con la historia del Reino de Mallorca. Estas obras eran de gran formato y ambientadas al aire libre, con gran número de figuras muy teatralizadas y dinámicas.
Debido al éxito que alcanzó Morell con esta temática, la Diputación Provincial de Baleares le encargó la realización de una serie de vidrieras para la sede de la Diputación, que se empezó a construir en el último cuarto del siglo XIX. Estas vidrieras, enmarcadas dentro del estilo neogótico, trataban episodios de la conquista de Mallorca y fueron realizadas entre 1918 y 1919.
De esta tendencia destacan las obras Defensa de Valldemosa de Ramón Gual Desmur (1893), La Batalla de Llucmajor (1902), Entrada de Jaime I a Medina Mayurka (1903) y Vigilia del cuerpo de Jaime III (1924). 

#### Retratos
En el apartado de retratos, Morell no destacó por su técnica, pero si por los encargos que recibió. De estas destacan las que realizó para la Galería de Hijos Ilustres para el Ayuntamiento de Palma, como las de Bonaventura Vallès (1895), Miquel Costa i Llobera (1923) o Bartomeu Maura Muntaner (1928). También recibió encargos de retratos para el Palacio Episcopal de Mallorca o para la Diputación Provincial, para quien realizó un retrato ecuestre de Alfonso XIII que actualmente se exhibe en el Consejo Insular de Mallorca.

#### Pintura religiosa
Realizó obras para algunas iglesias de la isla, en un estilo goticista, aunque estas obras carecen de importancia temática y técnica. Relacionado con la temática religiosa, pero alejada de la pintura, diseñó las custodias de las iglesias de Montesión y de Santa Cruz en Palma, Además de los proyectos de las vidrieras de la iglesia de Santa Eulalia y los sepulcros de Jaime II y Jaime III para la Catedral de Palma. 
Las obras más destacadas de tendencia religiosa son Entierro de Cristo, Aparición de Samuel, El Juicio de Salomón y La Adoración de los Reyes, una imitación de una tabla flamenca del siglo XV.
Actualmente, sus obras se encuentran repartidas entre el Ayuntamiento de Palma de Mallorca, el Consejo Insular de Mallorca, el Palacio Episcopal de Mallorca, el Museo de Can Prunera de Sóller, el Hotel Son Vida de Palma y el Palacio Real de Madrid, además de algunas colecciones privadas.

## Reconocimientos
- Segundo Accésit en el Premio de la Ilustración Española y Americana (1892)

- Hijo ilustre de Palma